# دوك جورمان
دوك جورمان (بالإنجليزية: Doc Gorman)‏ هو طبيب أسنان أمريكي، ولد في 23 يوليو 1893 في باوني في الولايات المتحدة، وتوفي في 22 سبتمبر 1938 في إيفانستون في الولايات المتحدة.